# Kátia Tapety
Kátia Nogueira Tapety (Oeiras, 24 de abril de 1949) es una política brasileña. Fue la primera persona trans en ser elegida para un cargo político en Brasil y en América Latina.

## Primeros años
Kátia es hija de una familia de políticos y hasta los dieciséis años vivió prácticamente escondida dentro de la casa. Fue a la escuela solo hasta el tercer grado de la escuela primaria y después de eso, sus padres la mantuvieron recluida.

## Carrera política
Habitante del municipio de Colônia do Piauí, 388 kilómetros al sur de Teresina, la capital de Piauí, integró el Partido del Frente Liberal (PFL) por el cual fue electa concejala en 1992, 1996 y 2000 (siempre en el primer lugar), integrándose al Partido Popular Socialista (PPS), entonces partido de Ciro Gomes, su ídolo político.
También fue presidenta del Ayuntamiento en el bienio 2001-2002. En 2004 fue elegida vicealcaldesa en la lista de Lúcia de Moura Sá. La candidatura de ambas contó con el 62,13% de los votos de los 5417 votantes de la localidad.
En las elecciones de 2008 y 2020 volvió a postularse para concejala, obteniendo únicamente la suplencia.

## Vida personal
El sueño de la política es legalizar su unión marital, pues vive con su pareja y dos hijos, uno adoptado y otro de una relación anterior a la actual.
El documental Kátia, de Karla Holanda, aborda la vida de Kátia Tapety. La información sobre el largometraje salió a la luz a través de una columna de la periodista Mônica Bergamo, publicada en Folha de S. Paulo en octubre de 2010.
El 10 de mayo de 2022 fue inaugurada en Río de Janeiro la Escuela de Formación Política Kátia Tapety, desarrollada por el Instituto Internacional sobre Raza, Igualdad y Derechos Humanos y que busca formar a mujeres negras e indígenas para participar en política.